# Statistiques et records du Super Bowl
.Cette page regroupe différents records et statistiques du Super Bowl, depuis la création de la finale en 1966.

## Records par équipe

### Victoires
- Plus grand nombre de Super Bowls joués avec 11 :
  - Patriots de la Nouvelle-Angleterre : XX, XXXI, XXXVI, XXXVIII, XXXIX, XLII, XLVI, XLIX, LI, LII, LIII.

- Plus grand nombre de Super Bowls joués avec 8 :
  - Cowboys de Dallas : V, VI, X, XII, XIII, XXVII, XXVIII, XXX ;
  - Steelers de Pittsburgh : IX, X, XIII, XIV, XXX, XL, XLIII, XLV ;
  - Broncos de Denver : XII,  XXI, XXII, XXIV, XXXII, XXXIII, XLVIII, 50.

- Plus grand nombre de victoires au Super Bowl avec 6 :
  - Patriots de la Nouvelle-Angleterre : XXXVI, XXXVIII, XXXIX, XLIX, LI, LIII ;
  - Steelers de Pittsburgh : IX, X, XIII, XIV, XL, XLIII.

- Plus grand nombre d'apparitions consécutives au Super Bowl avec 4 :
  - Bills de Buffalo : XXV, XXVI, XXVII, XXVIII.

- Plus grand nombre de victoires consécutives au Super Bowl avec 2 : 
  - Packers de Green Bay : I et II ;
  - Dolphins de Miami VII et VIII ;
  - Steelers de Pittsburgh IX et X ;
  - Steelers de Pittsburgh XIII et XIV ;
  - 49ers de San Francisco XXIII et XXIV ;
  - Cowboys de Dallas XXVII et XXVIII ;
  - Broncos de Denver XXXII et XXXIII ;
  - Patriots de la Nouvelle-Angleterre XXXVIII et XXXIX ;
  - Chiefs de Kansas City LVII et LVIII.

| Depuis 1970 (AFC-NFC) | Franchises AFC (27 victoires) | Franchises NFC (27 victoires) |
| 1966-1969 (NFL-AFL)   | Franchises AFL 0(2 victoires) | Franchises NFL 0(2 victoires) |
| Nb | Franchise                               | Victoire(s) | Finaliste | Ratio | S. G.                              | S. P.                        |
| -- | --------------------------------------- | ----------- | --------- | ----- | ---------------------------------- | ---------------------------- |
| 11 | Patriots de la Nouvelle-Angleterre      | 6           | 5         | 54,5  | 2001, 2003, 2004, 2014, 2016, 2018 | 1985, 1996, 2007, 2011, 2017 |
| 8  | Steelers de Pittsburgh                  | 6           | 2         | 75,0  | 1974, 1975, 1978, 1979, 2005, 2008 | 1995, 2010                   |
| 8  | Cowboys de Dallas                       | 5           | 3         | 62,5  | 1971, 1977, 1992, 1993, 1995       | 1970, 1975, 1978             |
| 8  | 49ers de San Francisco                  | 5           | 3         | 62,5  | 1981, 1984, 1988, 1989, 1994       | 2012, 2019, 2023             |
| 8  | Broncos de Denver                       | 3           | 5         | 37,5  | 1997, 1998, 2015                   | 1977, 1986, 1987, 1989, 2013 |
| 7  | Chiefs de Kansas City                   | 4           | 3         | 57,1  | 1969, 2019, 2022, 2023             | 1966, 2020, 2024             |
| 5  | Giants de New York                      | 4           | 1         | 80,0  | 1986, 1990, 2007, 2011             | 2000                         |
| 5  | Packers de Green Bay                    | 4           | 1         | 80,0  | 1966, 1967, 1996, 2010             | 1997                         |
| 5  | Redskins de Washington                  | 3           | 2         | 60,0  | 1982, 1987, 1991                   | 1972, 1983                   |
| 5  | Raiders d'Oakland/Los Angeles/Las Vegas | 3           | 2         | 60,0  | 1976, 1980, 1983                   | 1967, 2002                   |
| 5  | Dolphins de Miami                       | 2           | 3         | 40,0  | 1972, 1973                         | 1971, 1982, 1984             |
| 5  | Rams de Los Angeles/St. Louis           | 2           | 3         | 40,0  | 1999, 2021                         | 1979, 2001, 2018             |
| 5  | Eagles de Philadelphie                  | 2           | 3         | 40,0  | 2017, 2024                         | 1980, 2004, 2022             |
| 4  | Colts de Baltimore/Indianapolis         | 2           | 2         | 50,0  | 1970, 2006                         | 1968, 2009                   |
| 4  | Bills de Buffalo                        | 0           | 4         | 00,0  |                                    | 1990, 1991, 1992, 1993       |
| 4  | Vikings du Minnesota                    | 0           | 4         | 00,0  |                                    | 1969, 1973, 1974, 1976       |
| 3  | Seahawks de Seattle                     | 1           | 2         | 33,3  | 2013                               | 2005, 2014                   |
| 3  | Bengals de Cincinnati                   | 0           | 3         | 00,0  |                                    | 1981, 1988, 2021             |
| 2  | Buccaneers de Tampa Bay                 | 2           | 0         | 100   | 2002, 2020                         |                              |
| 2  | Ravens de Baltimore                     | 2           | 0         | 100   | 2000, 2012                         |                              |
| 2  | Bears de Chicago                        | 1           | 1         | 50,0  | 1985                               | 2006                         |
| 2  | Falcons d'Atlanta                       | 0           | 2         | 00,0  |                                    | 1998, 2016                   |
| 2  | Panthers de la Caroline                 | 0           | 2         | 00,0  |                                    | 2003, 2015                   |
| 1  | Jets de New York                        | 1           | 0         | 100   | 1968                               |                              |
| 1  | Saints de La Nouvelle-Orléans           | 1           | 0         | 100   | 2009                               |                              |
| 1  | Chargers de San Diego/Los Angeles       | 0           | 1         | 00,0  |                                    | 1994                         |
| 1  | Titans du Tennessee                     | 0           | 1         | 00,0  |                                    | 1999                         |
| 1  | Cardinals de l'Arizona                  | 0           | 1         | 00,0  |                                    | 2008                         |
| 0  | Browns de Cleveland                     | 0           | 0         | —     |                                    |                              |
| 0  | Jaguars de Jacksonville                 | 0           | 0         | —     |                                    |                              |
| 0  | Lions de Détroit                        | 0           | 0         | —     |                                    |                              |
| 0  | Texans de Houston                       | 0           | 0         | —     |                                    |                              |

### Points
- Plus grand nombre de points inscrits dans un Super Bowl par une équipe vainqueur :
  - San Francisco contre Denver, Super Bowl XXIV : 55 points
- Plus grand nombre de points inscrits dans un Super Bowl par une équipe perdante :
  - Philadelphie contre Kansas City, Super Bowl LVII : 35 points
- Plus grand nombre de points inscrits dans un Super Bowl par les deux équipes :
  - San Francisco (49) vs. San Diego (26), Super Bowl XXIX :75 points
- Plus petit nombre de points inscrits dans un Super Bowl par une équipe perdante :
  - Miami contre Dallas, Super Bowl VI : 3 points
  - Los Angeles Rams contre New England, Super Bowl LIII : 3 points
- Plus petit nombre de points inscrits dans un Super Bowl par une équipe vainqueur :
  - New England contre les Rams de Los Angeles, Super Bowl LIII : 13 points
- Plus large victoire lors d'un Super Bowl :
  - San Francisco 49ers contre Denver, Super Bowl XXIV (55-10) : 45 points

### Touchdowns
- Plus grand nombre de touchdowns (TDs) inscrits dans un Super Bowl par une équipe:
  - San Francisco contre Denver, Super Bowl XXIV : 8 TDs
- Plus petit nombre de TDs inscrits dans un Super Bowl par une équipe vainqueur  :
  - New York Jets contre Baltimore Colts, Super Bowl III : 1 TD
  - New England contre les Rams de Los Angeles, Super Bowl LIII : 1 TD
- Plus petit nombre de TDs inscrits par une équipe dans un Super Bowl :
  - Miami contre Dallas, Super Bowl VI : 0 TD
  - Los Angeles Rams contre New England, Super Bowl LIII : 0 TD
  - Kansas City contre Tampa Bay, Super Bowl LV : 0 TD
- Plus long drive pour un TD avec 96 yards :
  - Chicago contre New England, Super Bowl XX
  - Indianapolis contre Nouvelle-Orléans, Super Bowl XLIV
  - Nouvelle-Angleterre contre New York Giants, Super Bowl XLVI

### Attaque
- Plus grand nombre de yards offensifs gagnés : 
  - Washington contre Denver, Super Bowl XXII avec 602 yards
- Plus petit nombre de yards offensifs gagnés :
  - Minnesota contre Pittsburgh, Super Bowl IX avec 119 yards
- Plus petit nombre de yards offensifs gagnés par une équipe vainqueur : 
  - Denver contre Caroline, Super Bowl 50 avec 194 yards

#### Course
- Plus grand nombre de courses tentées :
  - Pittsburgh contre Minnesota, Super Bowl IX avec 57 courses
- Plus petit nombre de courses tentées par une équipe vainqueur avec 13 :
  - Rams de Saint-Louis contre Tennessee, Super Bowl XXXIV
  - Green Bay contre Pittsburgh, Super Bowl XLV
- Plus petit nombre de courses tentées avec 9 : 
  - Miami contre San Francisco, Super Bowl XIX
- Plus grand nombre de yards gagnés à la course :
  - Washington contre Denver, Super Bowl XXII avec 280 yards
- Plus faible nombre de yards gagnés à la course pour une équipe vainqueur avec 29 yards : 
  - Rams de Saint-Louis contre Tennessee, Super Bowl XXXIV
- Plus faible nombre de yards avancés à la course avec 7 yards :
  - Nouvelle-Angleterre contre Chicago, Super Bowl XX
- Plus grand nombre de touchdowns à la passe avec 4 :
  - Chicago contre la Nouvelle-Angleterre, Super Bowl XX
  - Denver contre Green Bay, Super Bowl XXXII

### Passe
- Plus grand nombre de passes tentées :
  - Buffalo contre Washington, Super Bowl XXVI avec 59 passes
- Plus petit nombre de passes tentées :
  - Miami contre Minnesota, Super Bowl VIII avec 7
- Plus grand nombre de passes complétées :
  - New England Patriots vs. Atlanta, Super Bowl LI avec 43 passes
- Plus petit nombre de passes complétées :
  - Miami vs. Washington, XVII avec 4
- Plus grand nombre de yards gagnés à la passe :
  - New England Patriots vs. Atlanta, Super Bowl LI avec 442 yards
- Plus petit nombre de yards gagnés à la passe :
  - Denver vs. Dallas, Super Bowl XII avec 35 yards

### Défense
- Plus grand nombre d'interceptions dans un Super Bowl  : 
  - Tampa Bay contre Oakland, Super Bowl XXXVII avec 5 interceptions
- Plus grand nombre de touchdowns marqués après interceptions dans un Super Bowl  :  
  - Tampa Bay contre Oakland, Super Bowl XXXVII avec 3 touchdowns
- Plus grand nombre de sacks dans un Super Bowl avec 7 :
  - Pittsburgh contre Dallas, Super Bowl X
  - Chicago contre la Nouvelle-Angleterre, Super Bowl XX
  - Denver contre la Caroline, Super Bowl 50
- Plus petit nombre de yards autorisés
  - Pittsburgh contre Minnesota, Super Bowl IX avec 119 yards

### Pertes de balles
Les pertes de balles sont définies comme le nombre de fois qu'une équipe perd la possession du ballon par une interception ou un fumble recouvert par l'autre équipe. 
- Plus grand nombre de pertes de balle avec 9
  - Buffalo contre Dallas lors du Super Bowl XXVII